# Plan Rubber
O Plan Rubber (Plano Borracha, em livre tradução) foi o codinome dado pelos militares dos Estados Unidos à operação anfíbia do Joint Basic Plan for the Occupation of Northeast Brazil, J. B., Serial 737 (Plano Básico Conjunto para a Ocupação do Nordeste do Brasil, Conselho Conjunto, Série 737, em livre tradução), de 21 de dezembro de 1941. Este era um plano de invasão e ocupação da costa do nordeste do Brasil a partir das praias de Natal pelas Forças Armadas dos Estados Unidos durante a Segunda Guerra Mundial. O plano jamais chegou a ser executado devido ao sucesso das iniciativas diplomáticas em andamento junto ao ditador brasileiro Getúlio Vargas.
O saliente nordestino do Brasil é onde a América do Sul mais se aproxima da África, e portanto oferecia aos estrategistas estadunidenses uma ponte aérea através do Oceano Atlântico e uma plataforma para a patrulha marítima na Batalha do Atlântico. Desde o final dos anos 1930, a região fazia parte do perímetro defensivo dos EUA em seu planejamento militar. A partir de 1941 as Forças Armadas do Brasil reforçaram seu litoral ao norte da capital no Rio de Janeiro, até então quase indefeso, mas autoridades da administração estadunidense de Franklin D. Roosevelt consideravam essas defesas insuficientes e temiam que o Estado Novo brasileiro se alinhasse às Potências do Eixo ou fosse derrubado por um golpe pró-Eixo.
Uma intervenção terrestre no Brasil foi objeto de planos anteriores como o Pot of Gold, de maio de 1940, e o Lilac, de novembro de 1941. O Plan Rubber tinha como objetivo principal a cidade de Natal, que seria ocupada pelo Corpo de Fuzileiros Navais. Reforços do Exército dos Estados Unidos prosseguiriam por terra a Fortaleza e o Recife. Desembarques adicionais ocupariam Belém, Salvador e Fernando de Noronha. Os planejadores não esperavam que a resistência do Exército Brasileiro, Marinha do Brasil ou Força Aérea Brasileira fosse eficaz, e os reforços brasileiros teriam que vir do sul numa viagem marítima de oito a doze dias. Entretanto, a geografia difícil das praias (exceto em Salvador) e o mau adestramento dos tripulantes das embarcações de desembarque poderiam causar elevadas baixas.
Os planos militares eram a alternativa para o caso das negociações diplomáticas falharem. Estas já começavam a surtir efeito meses antes da entrada do Brasil na Segunda Guerra Mundial ao lado dos EUA, em agosto de 1942. As Forças Armadas dos EUA receberam permissão para operar bases aéreas e navais no saliente nordestino, tornando os planos de invasão supérfluos. O aeroporto de Parnamirim, perto de Natal, tornou-se uma das mais movimentadas bases aéreas estadunidenses durante a guerra.

## Preocupações estadunidenses no Brasil

### Relevância geográfica

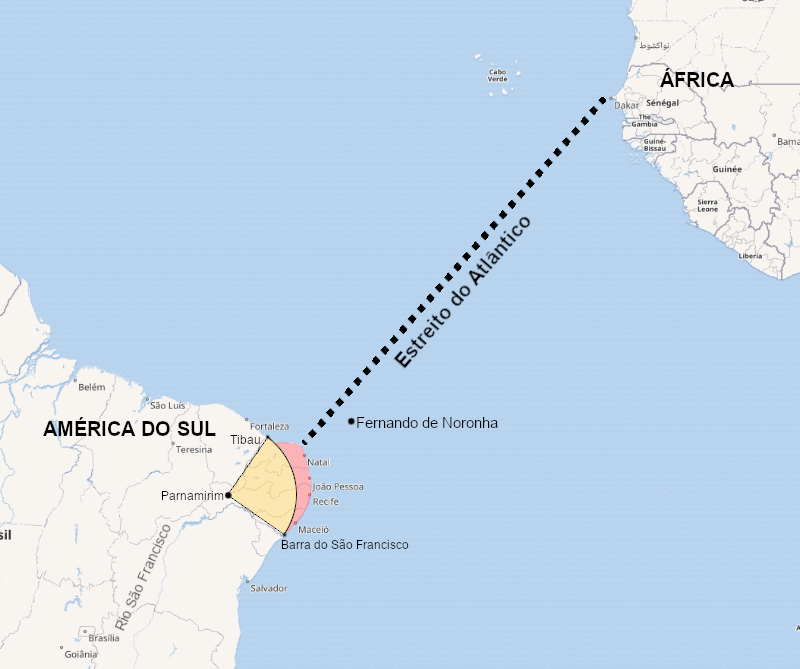
O Estreito do Atlântico e a definição do Exército Brasileiro para o saliente nordestino, em amarelo e vermelho

Em 1938, ainda antes da deflagração da Segunda Guerra Mundial, planejadores militares estadunidenses já estudavam um conflito com a Alemanha, Itália e Japão (as futuras Potências do Eixo). O perímetro defensivo dos Estados Unidos, conforme alguns planos, chegaria até o paralelo de 10° S na América do Sul, o que incluiria o saliente nordestino do Brasil, mas omitiria o Cone Sul. Isto corresponde ao conceito da "Quarter Sphere", cujos vértices seriam a ilha de Terra Nova, o Alasca, o Arquipélago de Galápagos e o Nordeste do Brasil. A Quarter Sphere contrapunha-se ao conceito tradicional, de defesa somente dos Estados Unidos continentais e do Mar do Caribe, e à "defesa hemisférica", que abrangia todo o continente americano.
O controle de Galápagos ou do saliente nordestino permitiria a um oponente dos EUA atacar o Canal do Panamá. O extremo leste do Brasil é o ponto mais próximo da América do Sul à África, chegando a um mínimo de 2 900 quilômetros de distância entre Natal e Dacar. A linha imaginária entre as duas cidades é o "Estreito do Atlântico" e pode ser uma das definições da fronteira entre os Atlânticos Norte e Sul. O Estreito é uma posição privilegiada para separar as duas partes do Atlântico ou atravessar de um continente a outro. À época, a viagem aérea durava apenas oito horas. O desenvolvimento do poder aéreo e da ponte aérea África-Natal mudava os cálculos na defesa do continente americano. Para os estrategistas estadunidenses, Natal seria o ponto de desembarque provável de uma invasão alemã ao Brasil.
Em janeiro de 1939 o subsecretário de Estado Sumner Welles já levantava a hipótese de um golpe germanófilo contra Vargas, seguido de uma invasão alemã pelo Estreito do Atlântico. O cenário foi estudado pela Marinha no outono. Após 1940, a pressão alemã sobre o governo de Vichy francês criou o temor de que este abriria a África Ocidental Francesa, incluindo Dacar, à presença da Wehrmacht. A distância desta cidade a Natal é menos da metade da distância Natal-Norfolk. Se havia realmente intenção alemã de atacar os EUA a partir da África é um assunto polêmico. Em 1960, uma publicação do Centro de História Militar do Exército dos EUA constatou que havia planos alemães para a Espanha, Gibraltar (Operação Félix) e Marrocos, mas nenhuma evidência que eles se estendessem a uma invasão transcontinental ao Brasil. Ainda assim, aos olhos dos militares americanos, tal invasão parecia claramente o próximo passo depois da África. Para o historiador Frank McCann, as limitações alemãs tornam tal cenário fantasioso, mas os planejadores estadunidenses não tinham informação perfeita e precisavam analisar cenários pessimistas.

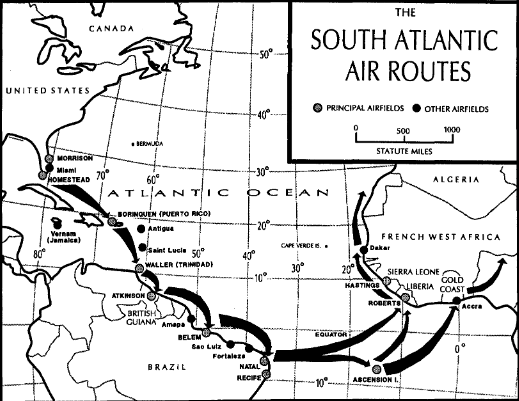
Principais aeroportos da rota aérea do Atlântico Sul

Em dezembro de 1941, o Atlântico Sul tornou-se a única via aérea possível para acessar o norte da África e a Europa. O ataque japonês à base de Pearl Harbor colocou os Estados Unidos diretamente no conflito mundial, que até então envolvera basicamente as potências europeias e suas colônias, e interrompeu a via aérea de transporte até sua colônia nas Filipinas, onde as tropas do general Douglas MacArthur estavam sitiadas. O inverno fez cessar o tráfego no Atlântico Norte. Os aeroportos de Natal e Recife estavam a menos de 1 750 milhas náuticas de Freetown, Serra Leoa, por onde aeronaves de transporte da Forças Aéreas do Exército dos Estados Unidos poderiam entregar cargas prioritárias, pessoal e as próprias aeronaves para a África do Norte, Oriente Médio, Índia, Burma, China e Filipinas. Além disto, as bases aéreas e navais na região poderiam ser usadas na Batalha do Atlântico para patrulhar o Atlântico Sul contra os U-Boats alemães que ameaçavam a navegação.

### Defesas vulneráveis

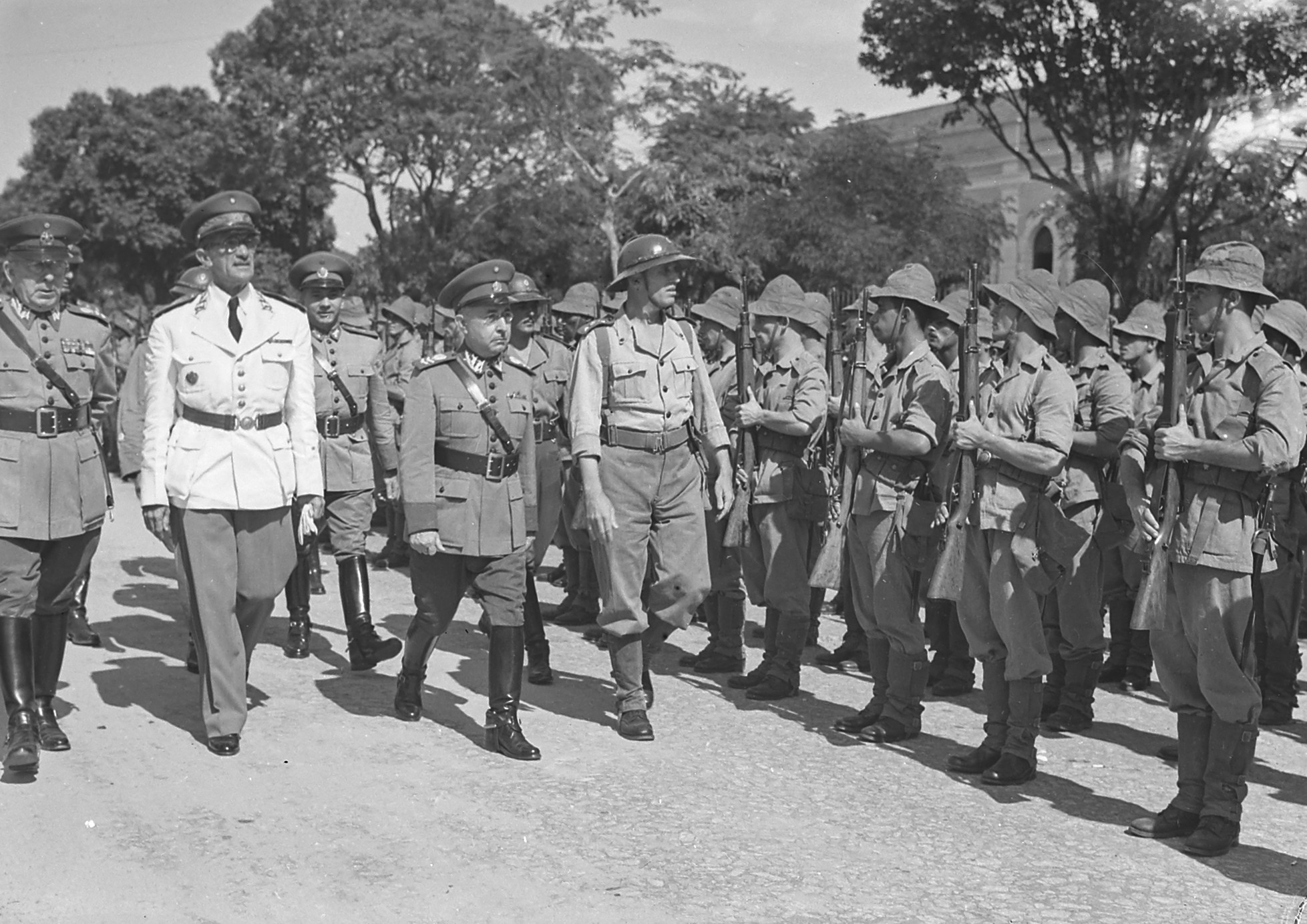
General Mascarenhas de Morais, comandante da 7.ª Região Militar entre 1940 e 1943

Nos EUA, os planejadores temiam a vulnerabilidade das defesas brasileiras no saliente e no restante do país. Segundo uma análise do Departamento de Guerra de janeiro de 1939, as cidades litorâneas brasileiras estavam "quase completamente indefesas", e inexistia defesa antiaérea, mesmo no Rio de Janeiro e São Paulo. O comentário pode ter sido exagerado, mas a vulnerabilidade militar brasileira era real. Os 60 mil homens do Exército Brasileiro em 1939 careciam de armamento moderno e concentravam-se ao sul do Rio de Janeiro, negligenciando as 2 500 milhas de litoral ao norte. O Exército dos Estados Unidos julgava que só uma presença terrestre estadunidense seria suficiente para defender a região. As defesas terrestres e aéreas brasileiras não resistiriam a uma força combatente moderna.
Até abril de 1941 a presença do Exército Brasileiro na 7.ª Região Militar (7.ª RM), correspondente aos estados de Alagoas, Pernambuco, Paraíba, Rio Grande do Norte, Ceará, Piauí e Maranhão, era limitada, composta principalmente por um Batalhão de Caçadores (BC) em cada capital estadual. O comando regional de 1940 a 1943 foi exercido pelo general Mascarenhas de Morais, que mais tarde comandaria a Força Expedicionária Brasileira. O Teatro de Operações de Este e Nordeste (TO - E/NE), responsável pela 7.ª e 6.ª (Bahia e Sergipe) RMs, era comandado pelo general Estevão Leitão de Carvalho desde fevereiro de 1942.
Numa correspondência de fevereiro de 1941, o adido militar Lehman W. Miller argumentou contra o envio de militares estadunidenses ao Nordeste enquanto o Brasil não se sentisse ameaçado, pois a opinião pública brasileira era contrária ao Eixo, mas sensível à violação da soberania nacional. Mas o temor do Exército dos EUA era justamente que os brasileiros não reagissem a tempo. Dutra e Góis Monteiro reconheciam a vulnerabilidade do saliente. Os oficiais do Exército queriam fortalecer sua instituição e defender o Nordeste sem recorrer à assistência militar terrestre dos EUA. Este rearmamento, entretanto, esbarrava na pequena industrialização do país e dependia de fornecedores estrangeiros (alemães ou estadunidenses).
Ao longo de vários anos, o Ministério da Guerra brasileiro concentrou no Nordeste efetivos nunca antes vistos. Reservistas começaram a ser convocados na região em 24 de julho de 1941. Unidades logínquas foram deslocadas ao Nordeste e transformadas ou absorvidas por outras. O transporte de tropas ocorreu pelo mar, cuja vulnerabilidade seria exposta pelos torpedeamentos de navios brasileiros por U-Boats alemães em 1942. A inexistência de ligações ferroviárias ou rodoviárias do norte ao sul do país era a grande debilidade do teatro de operações nordestino. A alternativa segura, o rio São Francisco, estava com infraestrutura negligenciada. Nas melhores condições, o percurso Rio de Janeiro–Pirapora–Juazeiro–Recife demorava quinze dias de viagens penosas.
Mesmo com todos os reforços, as defesas terrestres no litoral eram tênues e descontínuas. Fora dos grandes portos, muitas vezes não havia mais do que pequenos grupos de vigilância. Havia a possibilidade de se retirar ao interior do país para uma resistência prolongada, mas qualquer força regular numerosa teria dificuldade em se manter por muito tempo no semiárido nordestino.

#### Unidades brasileiras na região

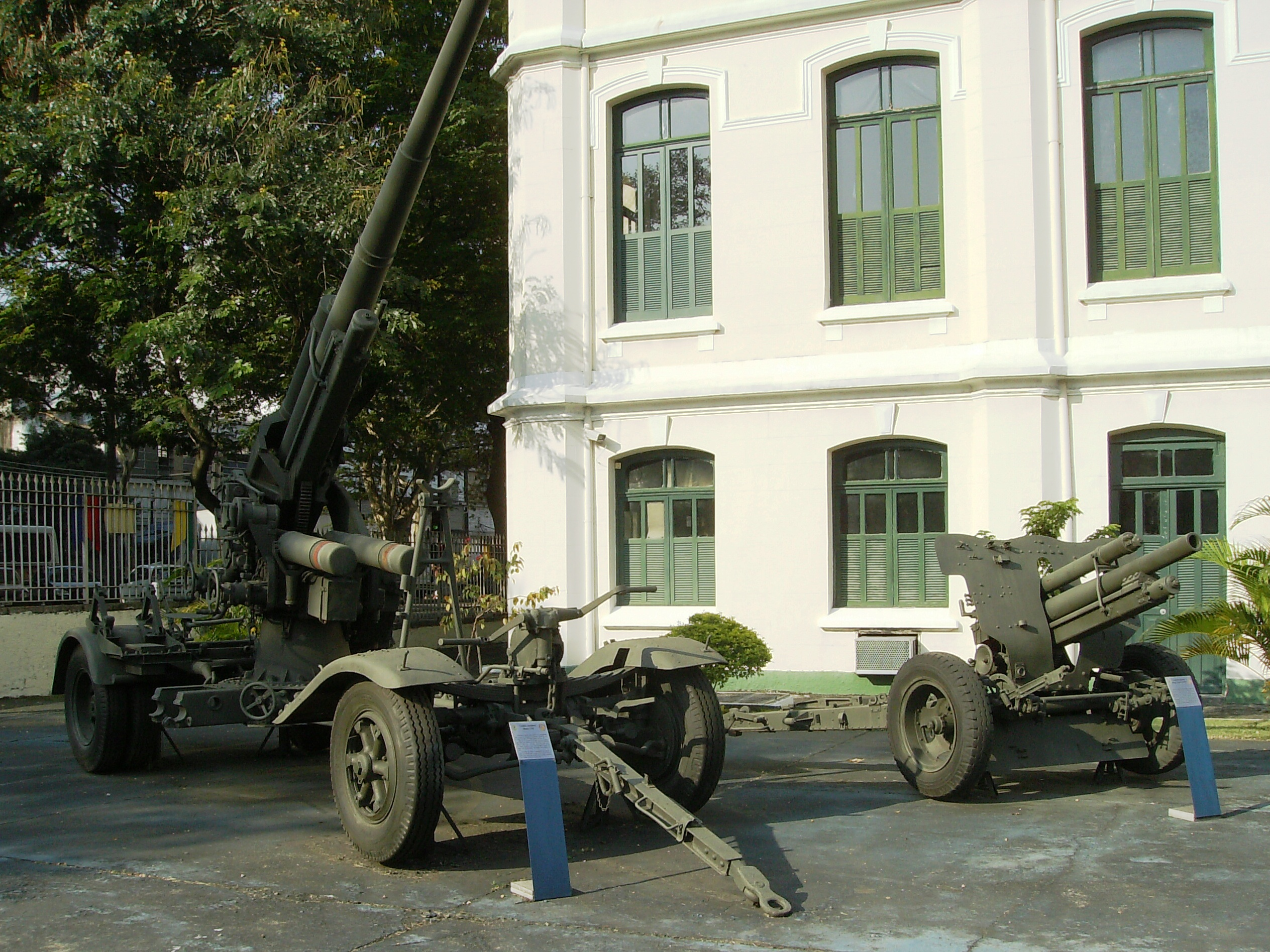
Canhões Krupp de 88 e 75 mm do Exército Brasileiro

Em dezembro de 1941, Natal sediava o 16.º Regimento de Infantaria (16.º RI), a 1.ª Companhia do 1.º Batalhão de Engenharia (1.ª/1.º BE) e o 4.º Grupo de Artilharia de Dorso (4.º GADô), equipado com duas baterias de canhões Schneider de 75 mm.  O 1.º Grupo do 3.º Regimento de Artilharia Antiaérea (I/3.º RAAé), que incluía duas baterias de canhões Krupp 88 mm, chegou em 15 de janeiro de 1942. Em João Pessoa havia o 15.º RI e a 3.ª Bateria do 4.º Grupo de Artilharia de Dorso (3.ª/4.º GADô). O interior da Paraíba sediava o 22.º BC em Campina Grande, aonde chegou o 1.º Grupo de Obuses (1.º GO) em 6 de janeiro de 1942. Fortaleza tinha o 23.º BC, desde antes da guerra, e o novo 29.º BC. Maceió, São Luís e Teresina respectivamente tinham o 20.º, 24.º e 25.º BCs desde antes da guerra.
O Recife e Olinda sediavam o 14.º RI, a 2.ª Companhia Independente de Guardas, a Bateria de Metralhadoras Antiaéreas (Bia de Mtrs AAé), a 2.ª Bateria Independente de Artilharia Automóvel (2.ª Bia IAAu) e a 4.ª Companhia Independente de Transporte (4.ª Cia Ind de Trans). As duas baterias e mais a 3.ª/4.º GADô foram unificadas em 2 de janeiro no Grupo Independente de Artilharia Mista (GIAMx), sediado em Olinda. A respeito da bateria de metralhadoras, única existente no Nordeste, uma inspeção em abril observou que "a bateria antiaérea está praticamente desmuniciada e o fabrico de sua munição ainda constitui um problema não resolvido". O 3.º Esquadrão de Trem Automóvel foi organizado em fevereiro de 1942, e no mês seguinte, a Ala Moto-Mecanizada do 7.º Regimento de Cavalaria Divisionário (Ala Moto-Mec/7.º RCD). O interior de Pernambuco sediava o 21.º BC em Caruaru.
A defesa do arquipélago de Fernando de Noronha pela Marinha chegou a ser discutida ao longo de 1941. Entretanto, os fuzileiros navais brasileiros careciam de equipamento para montar a defesa. Numa carta a Vargas, o almirante Alberto Lemos Bastos, comandante do 2.º Distrito Naval sediado em Salvador, escreveu: "A ocupação de Fernando de Noronha deveria, penso, ter sido feita pela Marinha. Quando nisto falei ao Ministro, ele me disse que a Marinha não tinha como fazê-la". A guarnição acabaria sendo responsabilidade do Exército. O 30.º e 31.º BCs, destinados à defesa do arquipélago, começaram a ser organizados em Olinda e Recife em dezembro de 1941. Juntamente com o 1.º Grupo Móvel de Artilharia de Costa (1.º GMAC), I/2.º RAAé, 1.ª Bateria Independente de Obuses (1.º Bia Indep O) e elementos de apoio, eles desembarcariam no arquipélago entre 16 de abril de 9 de julho de 1942. O 1.º GMAC era uma das novas unidades de artilharia de costa criadas com material americano em 1942. O 2.º e 3.º GMAC, respectivamente destinados a Natal e Olinda, seriam criados em 26 de junho.

### Matérias-primas
O Brasil significava, ainda, um fornecedor de matérias-primas à crescente demanda da indústria bélica estadunidense, como a borracha, bauxita, berilo, cromita, ferro-níquel, diamantes industriais, minério de manganês, mica, cristais de quartzo, titânio, zircônio, cobalto, tungstênio, minério de níquel, tantalita, columbita, mamona e óleo de mamona. A borracha brasileira substituiu os fornecedores asiáticos tornados inacessíveis após a entrada do Japão na guerra. A ocupação do saliente nordestino pelo Eixo separaria os EUA dos recursos naturais sul-americanos.

### Influência do Eixo no governo
Autoridades estadunidenses preocupavam-se com as possibilidades reais de influência comercial, política e militar da Alemanha e Itália no Brasil. O alinhamento político do país era incerto. A ditadura Vargas, estabelecida em 1937, tinha teor fascista, a ponto do diplomata Myron C. Taylor [en] haver declarado a Roosevelt: "Vargas, sendo um ditador, embora benevolente, tem inclinações para os ditadores da Europa." Vargas dependia do Exército Brasileiro para governar, e este era considerado pró-Eixo pelos decisores em Washington. Em 17 de dezembro de 1941 o Coordenador de Informações (cargo antecessor do Escritório de Serviços Estratégicos) William J. Donovan [en] informou o presidente Franklin Delano Roosevelt que uma ruptura com o Eixo levaria a uma rebelião no Exército Brasileiro.
Segundo Donovan, Vargas mantinha nos seus cargos o chefe do Estado-Maior do Exército, Góis Monteiro, seu assessor Filinto von Strubling Müller e o Ministro da Guerra Eurico Gaspar Dutra — todos simpáticos a Hitler — como uma "garantia" para o caso de uma vitória do Eixo na guerra. Por outro lado, tinham os EUA um forte aliado no governo em Osvaldo Aranha, encarregado da diplomacia de Getúlio. Sua influência foi decisiva para os rumos do Plan Rubber. A postura germanófila de Dutra e Góis Monteiro é reconhecida por historiadores brasileiros de diversas correntes políticas. Este último declarou o Chefe da Missão Militar dos EUA no Brasil, o brigadeiro-general Miller, persona non grata, mas teve também importância na aproximação militar Brasil-EUA.
Em 18 de dezembro, Donovan voltou a escrever em relatório presidencial que "O comandante do exército em Natal, que é conhecido por ser pró-nazista, em um discurso recente, advertiu suas tropas para estarem alertas e 'olharem para nossa bandeira - nossas forças nunca permitirão que qualquer outra ondule mais alto que a nossa'". Um número significativo de outros oficiais simpatizava com a Wehrmacht ou o próprio regime nazista. No período pré-guerra, quando as Leis de Neutralidade [en] restringiam exportações militares estadunidenses, o Brasil encomendou armamentos terrestres com a indústria alemã. O Exército dos EUA fazia previsões mais pessimistas sobre o Atlântico Sul do que a Marinha, que tinha boas relações com sua equivalente brasileira. A Marinha do Brasil era favorável aos EUA, mas exercia menos influência política.

### Influência do Eixo na população
Segundo Osvaldo Aranha, ao início da guerra, 10% da população brasileira simpatizava com os alemães. Agentes dos governos alemão e italiano mantinham contato com as comunidades de imigrantes, que somavam 1 519 000 habitantes concentrados nos estados meridionais de São Paulo, Paraná, Santa Catarina e Rio Grande do Sul. O Partido Nazista chegou a ter 2 900 membros em 17 estados brasileiros. A invasão nazista da União Soviética e seu rápido avanço rumo a Moscou resultou em manifestações mais ostensivas de apoio ao Eixo.
O coronel E.R.W. McCabe, da Divisão de Planos de Guerra estadunidense, relatava em janeiro de 1939 dos esforços alemães para criar um "núcleo de brasileiros pró-fascistas", como transmissões frequentes de rádio em português. A derrota da Intentona Integralista em 1938 evidenciaria o risco de um golpe de Estado apoiado pela Alemanha e Itália. Um regime fascista no Brasil desestabilizaria o Uruguai e Argentina, que também tinham grandes populações alemãs e italianas.
As comunidades não-assimiladas de imigrantes alemães preocupavam não só os EUA, como também o Estado Novo e o Exército Brasileiro. O governo brasileiro empreendia uma campanha de nacionalização, deslocando unidades militares ao Sul, fechando jornais e escolas de língua alemã e proibindo as atividades do Partido Nazista. A comunidade italiana era considerada mais assimilada que a alemã, e portanto, de menor preocupação.

## Relações Brasil-EUA

Os ministros Hull e Aranha, em 1939: o Brasil procurava estreitar laços entre seu exército e o dos EUA.

Nas palavras de Leslie Bethell em prefácio a livro de Gerson Moura sobre o período, "O poder crescente da Alemanha no mundo, a ameaça potencial que os alemães representavam à hegemonia dos EUA na América do Sul, os laços econômicos e militares do Brasil com a Alemanha e, igualmente importante, a existência de afinidades ideológicas e pessoais com o nazismo alemão em alguns setores da sociedade e do governo brasileiros forneceram a Getúlio Vargas a oportunidade de perseguir uma política de equidistância pragmática entre os Estados Unidos e a Alemanha" e fizeram com que o alinhamento do Brasil aos EUA se desse de forma lenta e paulatina.
Vargas mantinha uma postura ambígua, a pretexto de uma neutralidade do país. Sua grande ambição era a instalação de uma siderúrgica no Brasil, e modernizar o armamento das forças armadas. Os Estados Unidos fizera, no começo de 1940, um pequeno empréstimo ao país, e insistia na participação de empresas americanas na instalação de uma siderurgia, o que desagradou o ditador latino que, em 11 de junho daquele ano, proferiu um discurso firme onde reafirmava esse propósito e declarou que o país tinha de “olhar para a organização política dos povos fortes” - ou seja, a Alemanha - ao tempo em que louvava a ideia americana de pan-americanismo. Essa fala foi repetida dias depois e produziu, a partir da embaixada dos EUA, uma real preocupação da fala e a pressão para que seu governo fizesse concessões maiores. Por outro, na opinião pública interna, houve a interpretação de que o Brasil estava se alinhando aos países do Eixo.
Em 1939 Góis Monteiro visitou a Alemanha e Itália e os Estados Unidos então organizaram a visita do general George Marshall ao Brasil e, em seguida, receberam Góis Monteiro no seu país, como forma de compensar tal aproximação com o Eixo, em missão chefiada pelo chanceler Oswvldo Aranha: este servira como embaixador brasileiro em Washington entre 1934 a 1937, quando o golpe de Vargas o trouxe de volta para ocupar o Ministério das Relações Exteriores.

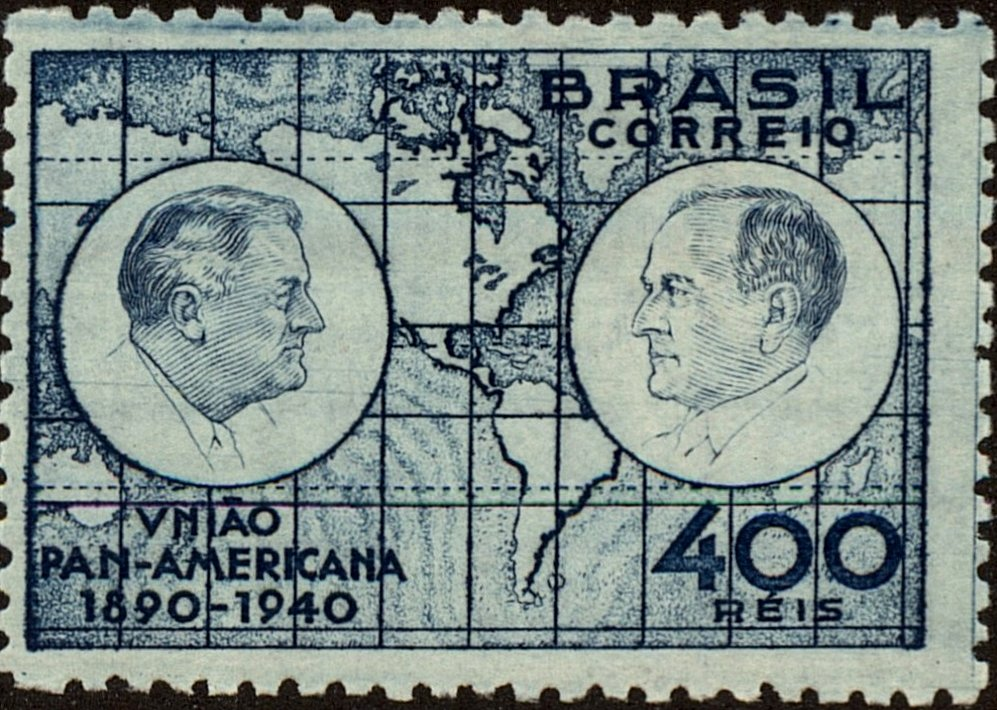
Selo brasileiro de 1940 celebra 50 anos da União Pan-americana

Apesar das desconfianças, várias ações militares estadunidenses eram permitidas no solo brasileiro. A partir de 1940 o Exército dos EUA começou a realizar obras para a instalação de aeródromos como uma medida de defesa do continente e, quando no ano seguinte estes passaram a se tornar operacionais, vieram a ser essenciais para o transporte no apoio enviado aos britânicos no Norte da África e Oriente Médio. Mas, ainda assim, as forças que o Brasil mantinha em Natal, Recife e Belém eram considerados em Washington como pró-nazistas e o governo no Rio de Janeiro resistia à ideia de atender ao pedido estadunidense de envio de tropas para evitar ações de sabotagem de quinta-coluna ou mesmo de uma invasão transcontinental do Eixo.
Também a partir de 1940 o governo dos EUA cuidaram de estimular a economia brasileira nos setores de produção de matérias-primas que tinha necessidade, sobretudo com o aumento da demanda da sua indústria bélica em meados de 1941, gerando a escassez de vários minerais, de modo que usou a sua lei Lend-Lease Bill (Lei de Empréstimo e Arrendamento) concedendo um empréstimo ao país de 12 milhões de dólares, condicionados à assinatura de um amplo contrato de venda de materiais estratégicos. O mesmo se deu com o contrato para a venda de armamentos ao país.
Em relatório de agosto de 1941, a assessoria do Estado-Maior dos EUA informava que "O Brasil cooperará com os Estados Unidos nos planos e na preparação de uma defesa conjunta do país, mas se recusará a permitir que os Estados Unidos ocupem bases em território nacional enquanto não houver uma invasão do país pelo Eixo. Uma cooperação completa com os Estados Unidos será mantida em suspenso pelo menos até que as reivindicações do Brasil por armamentos sejam atendidas".

### Aproximação econômica e cultural

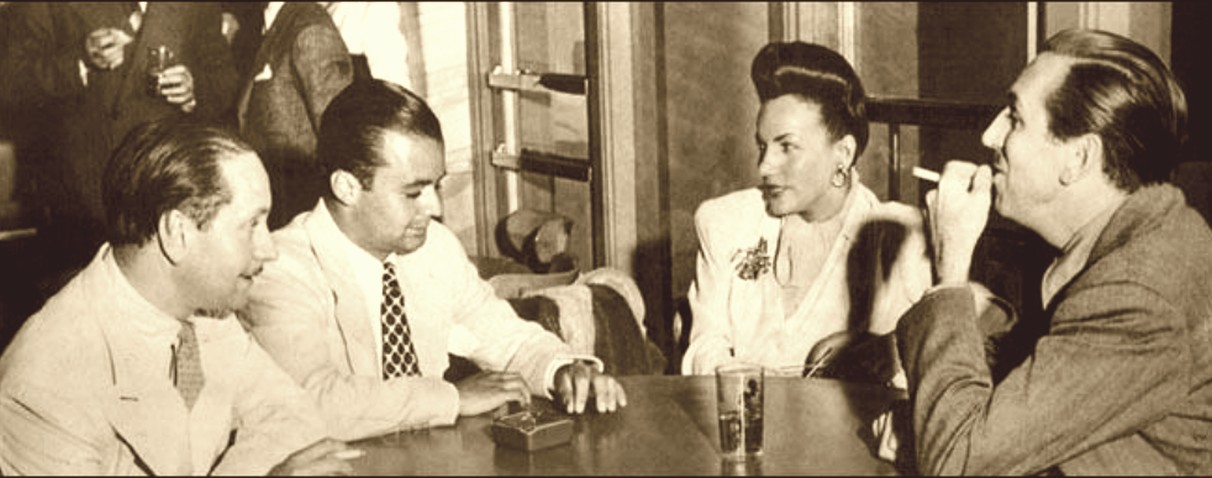
Jorginho Guinle e Carmen Miranda com Walt Disney no lançamento do personagem Zé Carioca

Ao largo dos esforços de aproximação diplomático e militar, houve várias iniciativas no plano econômico e cultural, com a instalação no país de sucursais do "Birô do Coordenador de Assuntos Interamericanos" (com sigla em inglês OCIAA), chefiado por Berent Friele, como forma de contrapor a propaganda do Eixo no país.
Com duas sedes (Rio e São Paulo), logo foram criadas sub-seções em Belém, Belo Horizonte, Curitiba, Florianópolis, Fortaleza, Natal, Recife, Salvador e Porto Alegre. No campo da informação, cuidou-se para divulgar notícias favoráveis aos EUA e, com a escassez de papel para a imprensa escrita, jornais e revistas favoráveis ao país não enfrentavam as dificuldades de obtenção da matéria-prima que os demais. Programas de rádio eram preparados e, no cinema, iniciativas como a que levou à criação do personagem Zé Carioca, de Walt Disney, procuravam atrair a simpatia do público brasileiro.

## Planejamento anterior

Góis Monteiro (dir.) com o Secretário de Estado, Cordell Hull durante a "Missão Aranha", logo após a visita do militar brasileiro à Alemanha e Itália, em 1939.

Uma intervenção militar estadunidense no Rio de Janeiro foi um cenário no Plan Purple (Plano Roxo), um dos planos "coloridos" de 1927–1930, mas o cenário é pouco detalhado, mais um exercício intelectual do que um plano de operações. Uma guerra na América do Sul era considerada possível, mas altamente improvável. Ao final dos anos 1930 os planos "coloridos", que descreviam ações unilaterais contra países individuais, deram lugar aos planos Rainbow (Arco-Íris) de escopo mais amplo. Em conformidade à política da boa vizinhança, o ideal seria negociar as bases desejadas na Quarter Sphere com o México, Equador e Brasil. Ainda assim, os departamentos militares continuaram a planejar invasões para o caso do fracasso do bilateralismo.
Em novembro de 1938, o Conselho Conjunto Exército-Marinha começou a traçar os planos Rainbow, que incluíam a necessidade de ocupar bases no Nordeste brasileiro. Ao tratar da frente atlântica do Hemisfério Ocidental, a importância do saliente nordestino do Brasil era consenso entre os planejadores. No início de 1939 a Escola de Guerra do Exército [en] realizou um estudo secreto de uma operação para evitar a presença do Eixo no Brasil. No início do ano seguinte um dos comitês da Escola produziu o War Plan Purple. Neste cenário, haveria uma guerra civil no Brasil e uma invasão do Eixo para apoiar um dos lados. É notório, entretanto, que havia três outros comitês estudando a situação brasileira e nenhum deles recomendou uma intervenção, evidência dos receios com um envolvimento direto na América do Sul, que seria logisticamente difícil e poderia ser mal recebido na opinião pública americana.
Em 24 de maio de 1940 os britânicos alertaram os EUA de um movimento de seis mil tropas alemãs em navios mercantes na possível direção do Brasil, e no dia seguinte o presidente ordenou ao Chefe de Operações Navais que planejasse o que tornaria a ser o plano "Pot of Gold" ("Pote de Ouro"). Não se sabe o que aconteceu com a suposta frota de invasão. Em 19 de setembro de 1940, um memorando do coronel R. W. Crawford [en], da Divisão de Planos de Guerra do Estado-Maior do Exército, propôs um corpo expedicionário de 154 mil homens para o Peru e o Brasil. Outro memorando, datado de 25 de setembro, argumentava por uma ocupação das posições avançadas no Atlântico, da Bahia até a Groenlândia, dentro de três meses de um hipotético colapso da Marinha Real britânica. Uma diretiva conjunta das Forças Armadas, definida em 16 de janeiro de 1941, mencionava a possibilidade do Exército ser enviado à América Latina para apoiar os governos locais contra ataques de quinta coluna pró-nazistas.
O Plano de Operações do Teatro do Nordeste do Brasil (GHQ-NEB) ou Plano Lilac (Lilás) foi aprovado pelo tenente-general L. J. McNair [en], Chefe do Estado-Maior do Quartel-General do Exército, em 1.° de novembro de 1941. Em dezembro de 1941 a Divisão de Planos de Guerra do Exército dos EUA sugeriu que fosse enviado um regimento de infantaria e unidades de defesa antiaéraérea para a proteção da região de Natal, tendo à disposição para esse deslocamento navios que originalmente iriam aos Açores. Assim que houvesse transporte disponível, a presença cresceria a uma divisão reforçada. Outro documento, o Joint Basic Plan for the Occupation of Northeast Brazil, J. B., Serial 737 (Plano Básico Conjunto para a Ocupação do Nordeste do Brasil, Conselho Conjunto, Série 737, em livre tradução) foi produzido em 21 de dezembro de 1941. Planejadores do Exército, Marinha e Fuzileiros Navais desenvolveram a ideia até fevereiro do ano seguinte. O assalto anfíbio da Marinha e fuzileiros navais recebeu o codinome Rubber Plan ("Plano Borracha").
Comparando os planos Rubber e Lilac na Revista Marítima Brasileira, o almirante José Maria do Amaral Oliveira argumentou que as coincidências nos dois planejamentos apontam para um "conteúdo real" de intenções, e não só um exercício de raciocínio tal como frequentemente realizado nas Escolas de Estado-Maior. O Plano Básico Conjunto foi aprovado na iminência da Conferência Arcádia, na qual os estrategistas britânicos concordaram com a relevância da ponte aérea do Atlântico Sul.

### Purple (1927–1930)
O Plan Purple oferecia uma diretriz para cada país sul-americano, todas especificando uma área estratégica a conquistar, juntamente com um bloqueio naval, sem planejamento para uma ocupação e contrainsurgência. No caso do Brasil, o provável desembarque seria em Copacabana e no Cabo da Gávea, seguido de um avanço às terras altas a norte e noroeste. A eficiência de combate do Exército Brasileiro era considerada mediana, comparável ao uruguaio [es] e inferior ao argentino e chileno. Seis divisões seriam necessárias.

### Pot of Gold
Traçado pela Marinha em maio de 1940, este plano tinha a premissa de um golpe fascista no Brasil. Ele previa o movimento aéreo imediato de dez mil homens do Exército e do Corpo de Fuzileiros Navais, seguido por outros cem mil pelo mar. A Marinha cortaria as linhas de comunicação marítimas da Alemanha no Atlântico, contribuindo quatro couraçados, dois porta-aviões, nove cruzadores e três esquadrilhas de contratorpedeiros à operação. A ocupação começaria no Nordeste e se estenderia ao litoral entre Belém e o Rio de Janeiro.
O Pot of Gold foi considerado inviável e abandonado. Para os historiadores militares Stetson Conn e Byron Fairchild, o governo estadunidense não pretendia aplicar o plano, seja em todo ou em parte, exceto numa emergência extrema e com o consentimento do governo brasileiro. A repercussão seria negativa no restante da América Latina, o Exército não tinha unidades prontas para uma expedição, o Corpo Aéreo do Exército e os aeródromos a caminho do Brasil não tinham capacidade para um movimento aéreo na escala planejada e a Marinha teria que transferir uma porção inaceitável da Esquadra que estava no Oceano Pacífico.

### Lilac
Traçado pelo Exército, este plano ia mais a fundo que o Pot of Gold e apresentava dois cenários: na "Hipótese A", o governo Vargas permanecia no poder e permitia bases estadunidenses no Nordeste. Na "Hipótese B", as bases seriam tomadas à força. O complemento Lilac - Rio Sector (Lilac-RS), aprovado em fevereiro do ano seguinte, expandia a segunda suposição a uma dualidade de poder no Brasil; o governo Vargas, deposto e pró-EUA, se refugiaria no Nordeste, enquanto militares pró-Eixo controlariam a capital. A maior resistência era esperada nas áreas de imigração alemã.
Na Hipótese B, um batalhão do 47.º Regimento de Infantaria [en] realizaria o desembarque principal no setor de Natal. Os defensores brasileiros seriam distraídos por uma finta ao norte da cidade, perto da Ponta do Jenipabu. O desembarque real seria ao sul, com um batalhão de infantaria em Ponta Negra, ao norte do Rio Pitimbu, deslocando-se pela praia e estradas até a cidade. Outros elementos do regimento seriam usados em desembarques simultâneos em Fortaleza, Camocim e Fernando de Noronha, cada qual com um contratorpedeiro-transporte [en]. O 60.º Regimento de Infantaria [en] desembarcaria em São Luís do Maranhão e em Pinheiro, no setor de Belém, no qual o Campo de Abaeté seria destruído ou ocupado. 55 homens desse regimento partiriam numa missão aerotransportada de Belém ao atual Amapá. O 39.º Regimento de Infantaria [en] desembarcaria no setor de Recife.
Ocupado o Nordeste, a região seria organizada como um Teatro de Guerra comandado pelo Exército dos EUA, com um quartel general em Natal e abrangência do Pará até a Bahia, dividido nos setores de Belém, Natal, Recife e Salvador, e um componente aéreo com um grupo de bombardeio pesado, um de caça e um de transporte, um esquadrão de reconhecimento pesado, outro de reconhecimento médio e outro de observação e elementos de apoio. Para o setor do Rio de Janeiro, previa-se a ocupação de aeroportos, portos e rodovias a partir de Campos, Macaé, Cabo Frio, Rio de Janeiro e Santos.
A força inicial de invasão compreenderia 15 mil homens da 9.ª Divisão de Infantaria [en], concentrados em Natal. Dois escalões de reforço, um deles compreendendo a 45.ª Divisão de Infantaria [en], teriam 19 mil homens cada. O major general major general George Grunert [en], comandante do VI Corpo de Exército, lideraria a expedição. O efetivo final do teatro de operações seria de 50 a 60 mil homens ou uma quantia muito menor, até um mínimo de 3 600, se fosse permitida pelos brasileiros. Na prática, uma invasão com 15 mil homens só seria viável mais tarde em 1942, dadas as limitações de transporte naval e as demandas de outros teatros de operação.

## A invasão noPlan Rubber
O Plan Rubber foi estudado aos mínimos detalhes pelos estrategistas do Corpo de Fuzileiros Navais em Quantico, produzindo um documento de duas partes e 110 páginas. A documentação está disponível na Biblioteca e Museu Presidencial Franklin D. Roosevelt em Nova Iorque, e nos Arquivos Nacionais e Administração de Documentos dos EUA. Em linhas gerais, o plano previa a ocupação primeiro de Natal, Recife e Fortaleza e em seguida de Salvador, Belém e Fernando de Noronha. Natal seria "prioritariamente ocupada e mantida em relação a qualquer outra área do Nordeste brasileiro", pois permitiria cortar as linhas de comunicação navais. O arquipélago de Fernando de Noronha tinha um campo de pouso potencialmente valioso construído pela empresa aérea italiana Ala Littoria.

### Forças invasoras
O comando da operação caberia ao almirante Royal E. Ingersoll, Comandante-em-Chefe da Frota do Atlântico [en], uma vez que sua execução envolveria embarcações para o transporte das tropas e naus de guerra, envolvendo ainda uma força dos fuzileiros navais especialmente treinados para a defesa de cabeça de praia. O general-major fuzileiro naval Holland M. Smith comandaria a Força Anfíbia que teria sob suas ordens a Força de Desembarque da 1.ª Divisão de Fuzileiros Navais [en]. Em 10 de fevereiro a divisão ainda tinha menos munição disponível do que o necessário para a operação.
O comando da 9.ª Divisão de Infantaria reforçada do Exército ficaria com o então brigadeiro-general Rene Edward De Russy Hoyle. Esta divisão apoiaria os fuzileiros e faria a ocupação. Ela não tinha experiência nos exercícios conjuntos com a Marinha e seria pouco útil nas operações de praia. A 45.ª Divisão de Infantaria do Exército serviria de reserva imediata. No dia 26 de dezembro o almirante Harold R. Stark alertou Ingersoll que "as forças de ocupação serão obrigadas a partir dos portos dos Estados Unidos dentro de dez (10) dias a partir da data em que o Presidente determinar que plano seja executado". Tropas e navios partiriam das bases militares e navais de Hampton Roads [en], na Virgínia, a doze dias de viagem de Natal. Era previsto o uso de naus que incluíam o couraçado USS Texas (BB-35), o porta-aviões USS Ranger (CV-4) e onze embarcações para o transporte dos batalhões da 1.ª e 9.ª Divisões e a carga necessária.

### Forças brasileiras estimadas

Caças F4F Wildcat dariam suporte aéreo ao desembarque

A defesa terrestre foi julgada "provavelmente insuficiente", pois estava equipada com armamento obsoleto e mais da metade de seu efetivo era composto de recrutas mal treinados. Reforços com melhor treino e equipamento estavam sediados no sul e o eventual socorro a Natal levaria de oito a doze dias para chegar por navio, o que favorecia os invasores. A inteligência estadunidense acreditava que houvesse 1 552 defensores terrestres em Belém, 2 897 em Fortaleza, 3 531 em Natal, 5 540 no Recife, 3 453 em Salvador e 1 552 em Belém. Fernando de Noronha supostamente tinha um número desconhecido de homens da Marinha do Brasil, além de 65 guardas de uma colônia penal armados com revólveres.
Os planejadores dispunham de dois observadores em Natal (o tenente L. K. Winans e o alferes R. A. Cooke Jr., da Marinha) e um avião de patrulha PBY-5 Catalina estacionado naquela cidade. Talvez por isso não tenham inserido no plano qualquer menção à existência ou não de artilharia costeira nas praias-alvo no dia 21 de dezembro, quando o plano foi aprovado. Acreditava-se, contudo, que artilharia leve fosse usada para a defesa, pois os brasileiros confiariam em metralhadoras e canhões de 75 mm.
Não se esperava resistência eficaz da armada brasileira, composta por dois antigos couraçados e dois antigos cruzadores leves, nove contratorpedeiros (contando os em construção), três submarinos e vários barcos de pequeno porte. Para o almirante Oliveira, "Se por acaso, tivesse ocorrido um desembarque norte-americano bem-sucedido no Nordeste o responsável primeiro pelo fracasso na defesa de nossa soberania seria evidentemente o Poder Naval brasileiro". A Força Aérea poderia ser rapidamente concentrada no Nordeste, mas foi também desconsiderada. O número de aeronaves era estimado em 328, divididas em:
- Boeing 256 (versão de exportação do Boeing F4B, obsoleto) - 12
- Bombardeiros de ataque (Vultee V-II, NA 44 e Fairy) - 56
- Aviões VO (caças, obsoletos) - 46
- Aviões tipo VSB - 3
- Aviões tipo VJ e VR - 98
- Aviões de treinamento - 113

### Condições de desembarque

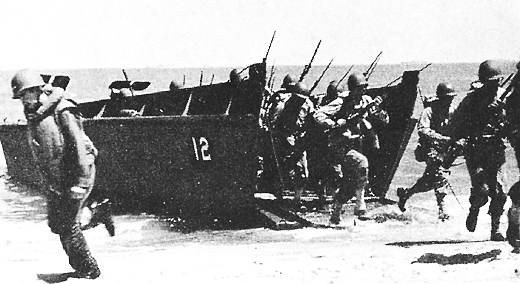
Fuzileiros desembarcando em barcos Higgins

O plano detalhou as peculiaridades topográficas (hidrografia, praias, etc.), vilas e cidades, transporte e meios de comunicação existentes na região Nordeste, bem como as forças disponíveis pelos brasileiros. Exceto em Salvador, a geografia das praias de desembarque oferecia numerosas dificuldades, que poderiam ter levado a baixas elevadas em ambos os lados. Os planejadores fuzileiros navais calcularam prováveis 2 902 baixas estadunidenses.
Haveria um risco real das embarcações de desembarque encalharem em recifes antes da praia, como ocorrido na Red Beach durante a Batalha de Tarawa em 1943. Os encarregados das embarcações de desembarque revelaram-se mal adestrados no exercício conjunto "Janex-I", realizado no Cabo Henry [en], Virgínia, entre 12 e 19 de janeiro de 1942. O general Smith informou ao almirante Ingersoll que a "execução do movimento navio-terra durante este exercício, sob o ponto de vista tático, foi um completo fracasso". Estes eram alguns dos motivos puramente militares contrários à execução do plano.
Exercícios preparatórios anteriores, realizados em 1941 no litoral de Porto Rico e na Carolina do Norte, demonstraram a necessidade de bombardeio naval e apoio aéreo para o seu sucesso. O Plan Rubber previa a neutralização de uma cabeça de praia de 4 500 jardas de comprimento e 200 jardas de largura. Caças F4F Wildcat metralhariam as baterias costeiras e outras defesas. Os fuzileiros e seus veículos avançariam à praia em lanchas Higgins (LCVP [en]) e LCM [en].
A Baía de Todos os Santos, em Salvador, oferecia praias calmas, com fundo de areia lisa e fácil acesso à cidade baixa e aeroporto. As praias de Amaralina, Pituba e Itapuã eram também viáveis. Em Natal, o litoral era bloqueado por recifes, mas havia seis praias estreitas e desimpedidas ao sul do Porto. Os fuzileiros navais invadiriam as praias de do Meio, Areia Preta e de Banhos, que receberam os codinomes de "Vermelha", "Preta" e "Azul". Superada a dificuldade no desembarque, o trajeto até o aeródromo de Parnamirim seria fácil. O Exército dos EUA provavelmente avançaria a Fortaleza e Recife por rodovia e ferrovia; não está claro no plano se haveria desembarque nessas duas cidades, ambas as quais tinham recifes no litoral. Mas o trajeto terrestre era longo, 270 milhas a Fortaleza e 160 ao Recife; se fosse feito a pé, os brasileiros teriam tempo de trazer reforços.
Belém era difícil, pois a área terrestre ao redor da cidade e do aeroporto era composta de banhados aluviais cobertos de mata densa. Desembarques nas pequenas praias de lama poderiam sofrer pesadas baixas. Praias mais seguras ficavam mais distantes e exigiriam alcançar a cidade pelas precárias estradas de rodagem ou a Estrada de Ferro de Bragança. O plano considerou um salto de fuzileiros navais paraquedistas [en] no aeroporto, transportados por hidroaviões Martin PBM [en] a partir da Guiana Holandesa.
Fernando de Noronha oferecia apenas uma praia viável, de 200 jardas de comprimento, e a ressaca tornava os desembarques difíceis mesmo em tempo moderado. Se houvesse defensores com armas pesadas, esta seria a parte mais perigosa do plano. Um desembarque em botes de borracha ou um salto paraquedista seriam alternativas, mas os paraquedistas não são mencionados pelo Plano para o caso de Fernando de Noronha.

## Abandono do plano e adesão do Brasil aos Aliados

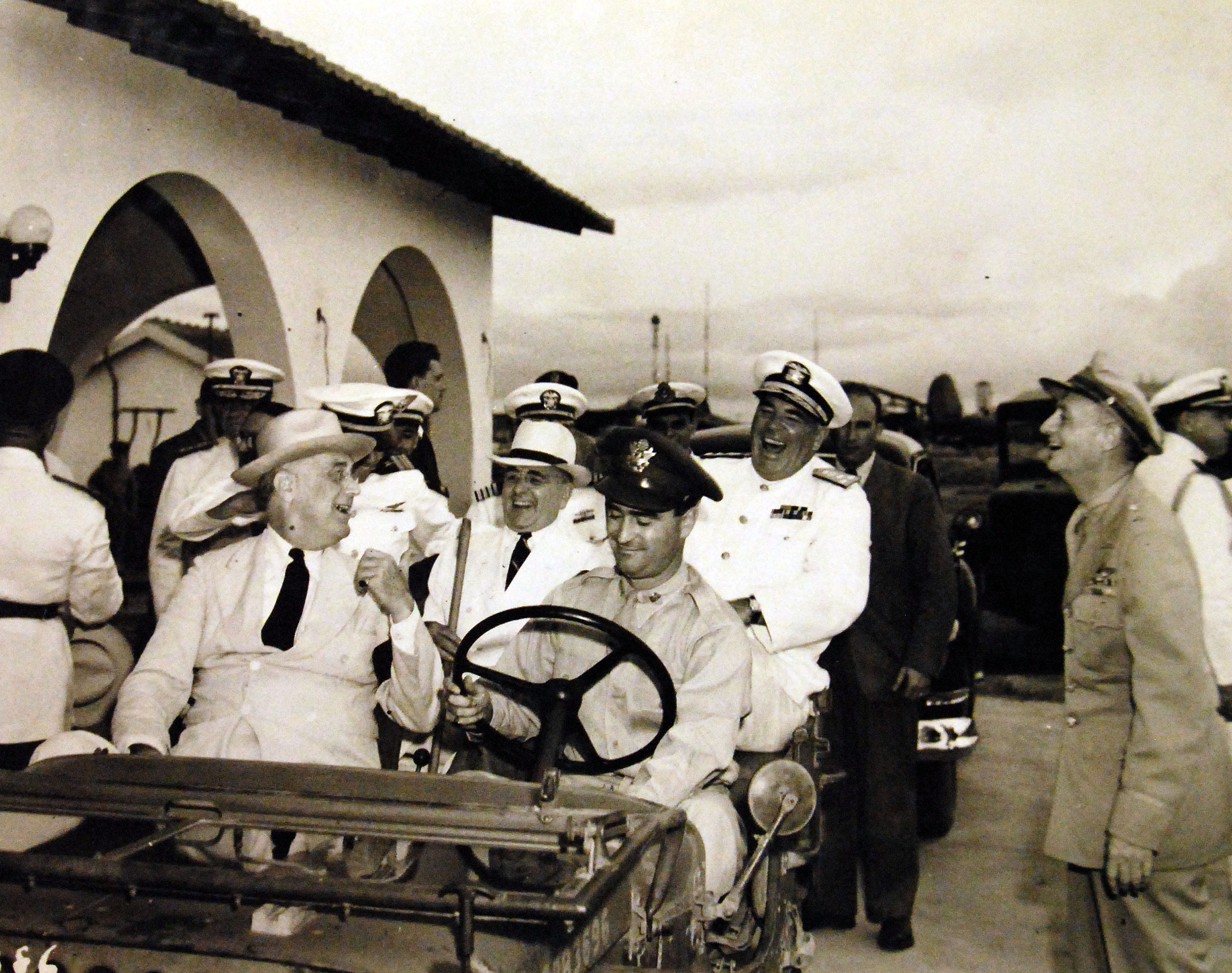
"Encontro de Natal": Vargas e Roosevelt inspecionam as instalações militares na capital potiguar, em 1943

Em dezembro de 1941, enquanto o Exército dos EUA planejava uma expedição a Natal, o almirante Stark e o general Marshall deliberaram pelo envio de três companhias de fuzileiros navais ao Brasil a fim de protegerem os aeródromos de Belém, Natal e Recife. O subsecretário de estado Benjamin Sumner Welles comprometeu-se a falar pessoalmente com Vargas para que este autorizasse o envio, ao tempo em que o representante da Marinha recusara o plano de invasão, fazendo com que Marshall, por meio do general Gerow, levasse ao secretário de guerra Stimson o plano para que fosse dada a ordem de execução mas este, após consultar-se com Welles e com o secretário de estado Cordell Hull, decidiu suspendê-lo até que o Brasil desse uma resposta à alternativa apresentada pela Marinha para a defesa do Nordeste brasileiro. O Brasil aceitou, conquanto que os fuzileiros chegassem disfarçados de técnicos "desarmados" de aviação, e as companhias partiram em 15 de dezembro.
A 28 de janeiro de 1942 Oswaldo Aranha oficializou a ruptura das relações com Alemanha, Itália e Japão. Junto à notícia de que bases no Nordeste seriam cedidas aos norte-americanos, o embaixador alemão no Brasil, Curt Prüfer [de], declarou que o país estava em "estado de guerra latente" com as nações do Eixo. A retaliação teve início, com o afundamento de navios brasileiros por submarinos alemães e italianos.
A 3 de março de 1942 Brasil e EUA firmaram novo acordo de Lend-Lease, no qual o segundo forneceria ao primeiro armas e munições no valor total de duzentos milhões de dólares, dos quais os brasileiros pagariam 35% do custo entre os anos de 1943 a 1948, satisfazendo assim todos os seus pleitos e fortalecendo suas forças armadas. Em contrapartida o país sul-americano concordou com a construção de alojamentos, quartéis e instalações subterrâneas e vinda de pessoal ao Nordeste, bem como realizar voos em rotas estabelecidas sem os entraves costumeiros e, finalmente, ampliar a pista de Fernando de Noronha.

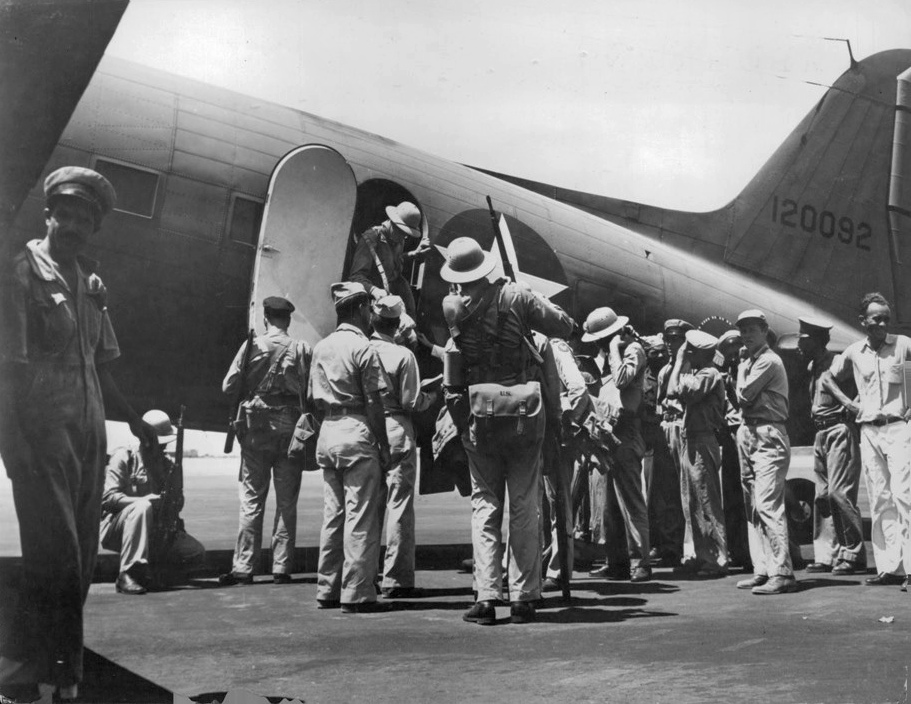
Douglas C-47 do Exército dos EUA em Parnamirim

O atraso no envio de armas gerou insatisfação do governo Vargas, o que não impediu que, em 23 de maio de 1942, os dois países assinassem um acordo secreto de cooperação militar, no qual foram instituídas duas comissões mistas (uma em cada país) destinadas a promoverem estudos de estratégia conjuntos e a modernização das forças brasileiras. Em 31 de agosto, finalmente, Vargas decretou guerra aos países do Eixo. Para o almirante Oliveira, os afundamentos de navios brasileiros, mais do que a diplomacia de Aranha e Wells, foi o que efetivamente empurrou o Brasil para o campo dos Aliados. Caso as negociações tivessem prosseguido lentamente, a intervenção militar americana poderia ter sido tentada.
O primeiro voo de um Boeing B-17 estadunidense com escala em Natal ocorreu em 21 de dezembro de 1941. No restante da guerra, a aviação americana obteve acesso irrestrito aos aeroportos estratégicos do Nordeste, muito embora o Exército dos EUA não tivesse recebido autorização para introduzir tropas de nível regimento ou maior. 17 bases estadunidenses de vários tipos foram estabelecidas ao norte do Rio de Janeiro. O aeroporto de Parnamirim tornou-se a maior e mais percorrida base do Comando de Transporte Aéreo [en] no mundo. No seu auge em março de 1944, 1 675 caças táticos voaram a leste com escala em Natal. A abertura das bases navais brasileiras teve também enorme impacto na guerra. A Marinha dos EUA instalou no Brasil uma pequena força de aviões de patrulha, cruzadeiros leves e contratorpedeiros, batizada de Quarta Frota em 1943, e Vargas integrou a Força Aérea Brasileira e a Marinha do Brasil aos esforços de patrulha marítima estadunidenses.